# Вајнгартен (Баден)
Вајнгартен (Баден) (њем. Weingarten (Baden)) општина је у њемачкој савезној држави Баден-Виртемберг. Једно је од 32 општинска средишта округа Карлсруе. Према процјени из 2010. у општини је живјело 9.737 становника. Посједује регионалну шифру (AGS) 8215090.

## Географски и демографски подаци
Вајнгартен се налази у савезној држави Баден-Виртемберг у округу Карлсруе. Општина се налази на надморској висини од 144 метра. Површина општине износи 29,4 km². У самом мјесту је, према процјени из 2010. године, живјело 9.737 становника. Просјечна густина становништва износи 331 становника/km².

## Међународна сарадња
| Мјесто             | Држава      | Врста сарадње | Од    |
| ------------------ | ----------- | ------------- | ----- |
| Блуменау           | Бразил      | контакт       | 1975. |
| Бургајс            | Аустрија    | пријатељство  | 1959. |
| Мантова            | Италија     | партнерство   | 1998. |
| Брест              | Бјелорусија | партнерство   | 1989. |
| Брон               | Француска   | партнерство   | 1963. |
|                    | Француска   | партнерство   | 1979. |
| Олеса де Монтсерат | Шпанија     | партнерство   | 1983. |
| Извор              |             |               |       |